# Autonome regio (China)
Een autonome regio is een eerstegraads bestuurlijke subdivisie van de Volksrepubliek China. Net als Chinese provincies hebben autonome regio's een eigen lokale regering, maar een autonome regio heeft in theorie meer rechten. Het is een minderheidsregio en heeft dus een grotere bevolking van minderheden.
Er zijn in China vijf autonome regio's: de Tibetanen in Tibet, de Zhuang in Guangxi, de Oeigoeren in Xinjiang, de Mongolen in Binnen-Mongolië, en de Hui in Ningxia. Op Tibet en Xinjiang na, zijn de Han-Chinezen in deze autonome regio's de dominante bevolkingsgroep.
In de Volksrepubliek China is het verplicht om in de autonome regio's op reclameborden de taal van de autonome regio te gebruiken.
| Naam                                 | Chinees (V)      | Pinyin                    | OM1       | Lokale naam (Lokale taal)                                               | Afk.2            | Hoofdstad | Religie    |
| ------------------------------------ | ---------------- | ------------------------- | --------- | ----------------------------------------------------------------------- | ---------------- | --------- | ---------- |
| Guangxi Zhuang Autonome Regio        | 广西壮族自治区   | Guǎngxī Zhuàngzú Zìzhìqū  | Zhuang    | Gvangjish Bouxcuengh Swcigih (Zhuang)                                   | 桂 Guì           | Nanning   | Animisme   |
| Binnen-Mongolië Autonome Regio       | 内蒙古自治区     | Nèiměnggǔ Zìzhìqū         | Mongolen  | Öbür Mongghul-un Öbertegen Jasaqu Orun (Mongools)                       | 内蒙古 Nèiměnggǔ | Hohhot    | Boeddhisme |
| Ningxia Hui Autonome Regio           | 宁夏回族自治区   | Níngxià Huízú Zìzhìqū     | Hui       | 宁夏回族自治区 (Chinees)                                                | 宁 Níng          | Yinchuan  | Islam      |
| Xinjiang Uyghur Autonome Regio       | 新疆维吾尔自治区 | Xīnjiāng Wéiwú'ěr Zìzhìqū | Oeigoeren | شىنجاڭ ئۇيغۇر ئاپتونوم رايونى Shinjang Uyghur Aptonom Rayoni (Oeigoers) | 新 Xīn           | Ürümqi    | Islam      |
| Tibet (Tibetaanse) Autonome Regio    | 西藏自治区       | Xīzàng Zìzhìqū            | Tibetanen | བོད་རང་སྐྱོང་ལྗོངས Bod.raṅ.skyoṅ.ljoṅs (Tibetaans)                            | 藏 Zàng          | Lhasa     | Boeddhisme |
| 1 Officiële minderheid. 2 Afkorting. |                  |                           |           |                                                                         |                  |           |            |